# Alberto Taveira Corrêa
Alberto Taveira Corrêa (* 26. Mai 1950 in Nova Lima, Brasilien) ist ein brasilianischer Geistlicher und emeritierter römisch-katholischer Erzbischof von Belém do Pará.

Wappen von Alberto Taveira Corrêa

## Leben
Der Erzbischof von Belo Horizonte, João Resende Costa SDB, weihte ihn am 15. August 1973 zum Priester.
Papst Johannes Paul II. ernannte ihn am 24. April 1991 zum Weihbischof in Brasília und Titularbischof von Sinnipsa. Der Alterzbischof von Belo Horizonte, João Resende Costa SDB, spendete ihm am 6. Juli desselben Jahres die Bischofsweihe; Mitkonsekratoren waren Serafím Fernandes de Araújo, Erzbischof von Belo Horizonte, und Arnaldo Ribeiro, Erzbischof von Ribeirão Preto. Als Wahlspruch wählte er PRO MUNDI VITA.
Am 27. März 1996 wurde er zum ersten Erzbischof des mit gleichem Datum errichteten Erzbistums Palmas ernannt. Am 30. Dezember 2009 wurde er zum Erzbischof von Belém do Pará ernannt und am 25. März des nächsten Jahres in das Amt eingeführt.
Anfang Januar 2021 wurden Vorwürfe öffentlich, er habe zwischen 2010 und 2014 vier damalige Seminaristen sexuell missbraucht.
Papst Leo XIV. nahm am 6. August 2025 das altersbedingte Rücktrittsgesuch von Alberto Taveira Corrêa an.